# あざみ号

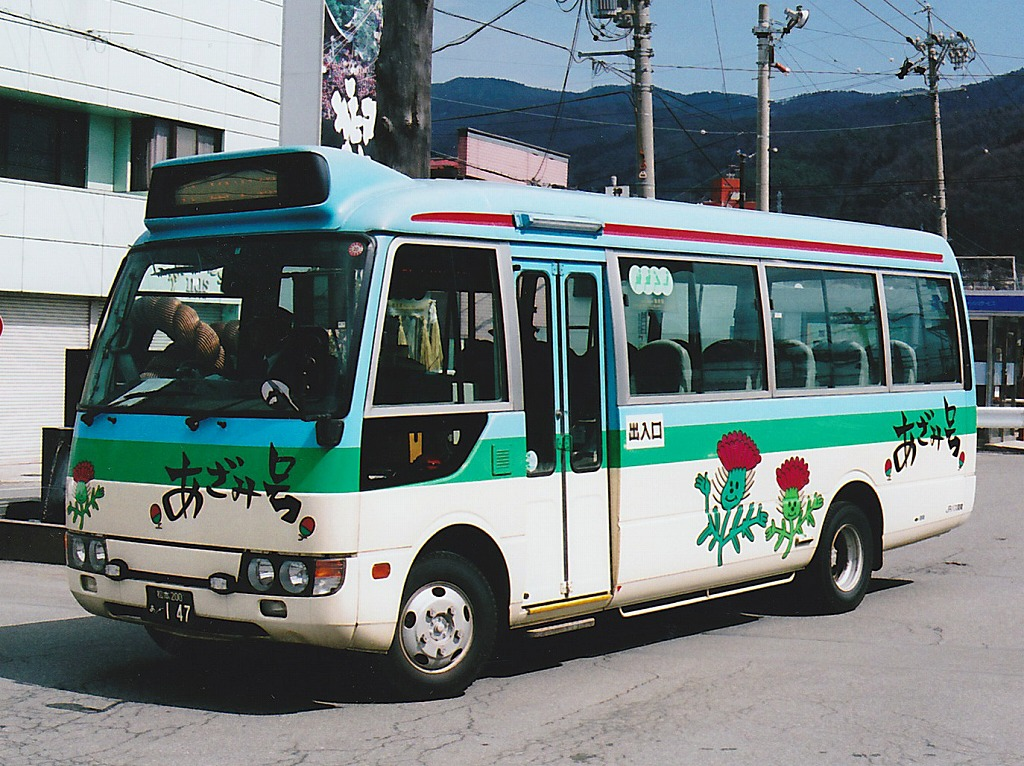
「あざみ号」の車両

あざみ号（あざみごう）は長野県諏訪郡下諏訪町のコミュニティバス。運行はジェイアールバス関東（JRバス関東）諏訪支店に委託している。

## 概要
2003年4月に運行を開始した。その後、2004年7月に循環線の前身となる役場循環線の新設、2008年4月1日からJRバス関東和田峠南線廃止を受けての経路・時刻変更を行っている。
2013年10月5日からは、萩倉・樋橋・星ヶ丘線、大門・御田町線、武居線がマイクロバス、循環線4路線がワゴン車（12人乗り）での運行となった。
2020年10月8日からは、マイクロバスを小型バスの新車両に置き換えた。ラッピングデザインの原案は下諏訪向陽高等学校の生徒が考案したもので、下諏訪町の四季が空を舞うイメージの爽やかなデザインとなっている。新車両導入に伴い、萩倉・星が丘線では、フリー乗降区間であった山の神地区内への乗り入れができなくなり、フリー乗降区間を廃止し、国道142号線上に従来の「山の神上」バス停に加え、新たに「山の神下」バス停を設置した。

## 運行内容
通年運行。運賃は大人150円・小学生80円の均一制（後払い）、小学校就学前の乳幼児は無料。障害者手帳の提示による割引制度がある。諏訪湖畔の2市1町（諏訪市・岡谷市・下諏訪町）が共同運行するコミュニティバス・スワンバスにも乗り継ぎで利用できる一日乗車券（大人300円・小学生150円）が発売されている。
なお、一部の障害者、要介護・要支援認定者、79歳以上の高齢者には、タクシー利用との選択制の利用料金助成制度がある。

## 運行経路
全て下諏訪駅を起終点とする4路線が運行され、循環線2路線はワゴン車、その他の2路線は小型バスでの運行となっている。運行内容は2021年4月1日現在のもの。
- 小型バス運行路線
  - 萩倉・星が丘線
    - （町屋敷先回り・6便運行）下諏訪駅→諏訪大社秋宮前→注連掛（南）→(町屋敷→樋橋 ※1・4・8便は通過)→木落し坂→所沢→木落し坂→注連掛（北）→星が丘公会所前→老人福祉センター→春宮大門→下諏訪駅
    - （星が丘先回り・5便運行）下諏訪駅→老人福祉センター→星が丘公会所前→注連掛（西）→(樋橋→町屋敷 ※5・9・11便は通過)→木落し坂→所沢→木落し坂→注連掛（北）→諏訪大社秋宮前→下諏訪駅

  - 武居線（※1便はワゴンバス運行で平日のみ）
    - （5便運行）下諏訪駅→食祭館南→下諏訪向陽高校→食祭館南→下諏訪駅

- ワゴン車運行路線
  - 高木・高浜線
    - （左回り・4便運行）下諏訪駅→文化センター前→イオン諏訪店横→高浜運動公園前→諏訪湖博物館・赤彦記念館→高木公民館前→諏訪大社秋宮前→下諏訪駅
    - （右回り・4便運行）下諏訪駅→西友前→大社通り四ツ角→諏訪大社秋宮前→高木公民館前→諏訪湖博物館・赤彦記念館→高浜運動公園前→イオン諏訪店横→文化センター前→下諏訪駅

  - 赤砂・東山田線
    - （左回り・4便運行）下諏訪駅→老人福祉センター→社郵便局前→社東町公民館→東赤砂→ハーモ美術館前→イオン諏訪店横→下諏訪駅
    - （右回り・4便運行）下諏訪駅→イオン諏訪店横→ハーモ美術館前→東赤砂→社東町公民館→社郵便局前→老人福祉センター→下諏訪駅